# Tunnel Döggingen

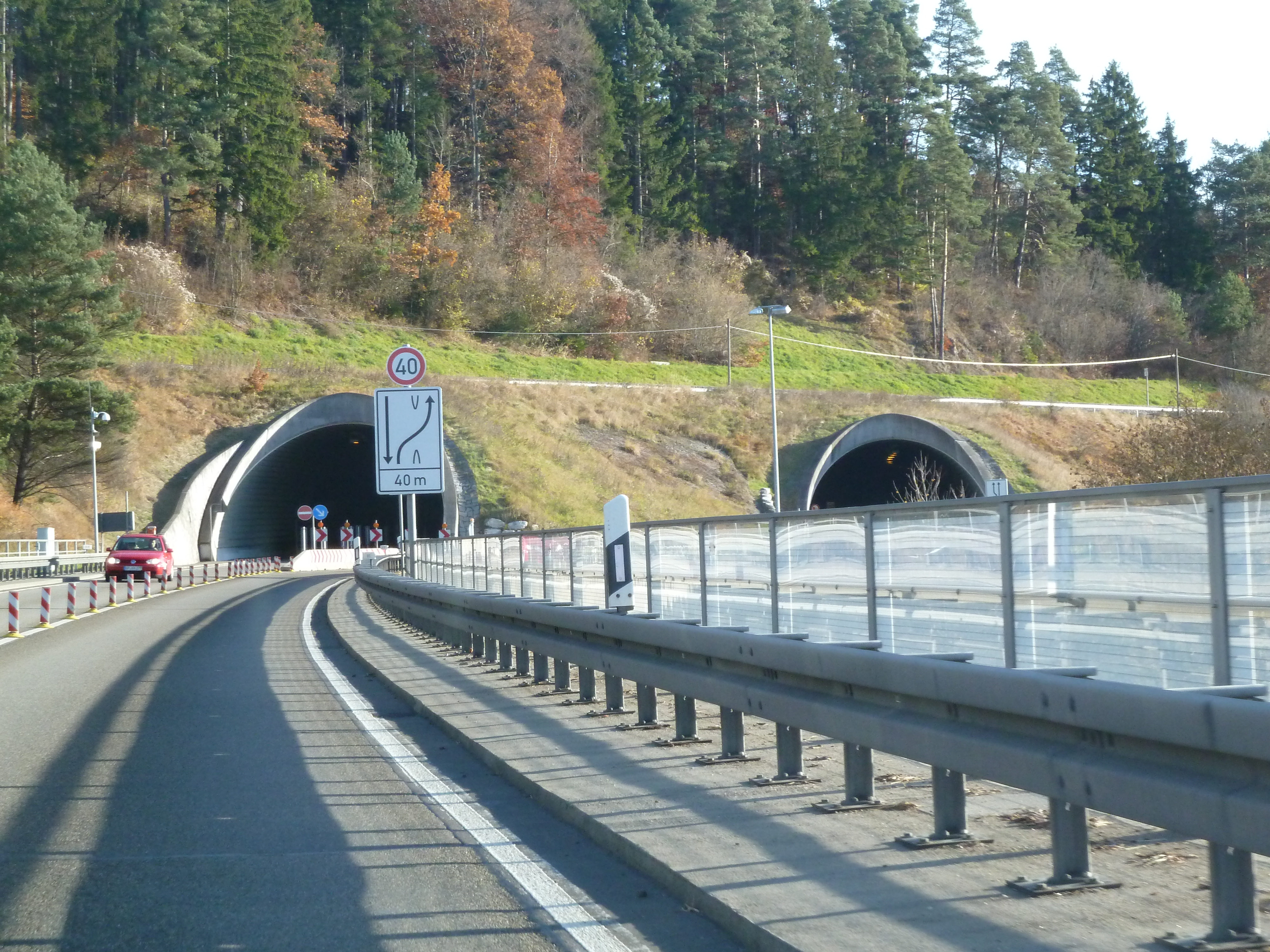
Westportal des Tunnels Döggingen

Der Tunnel Döggingen ist eine rund 1000 Meter lange Tunnelverbindung und Teilstück der B 31 im Schwarzwald-Baar-Kreis im südlichen Baden-Württemberg. Zusammen mit der sich südwestlich anschließenden Gauchachtalbrücke Döggingen bildet der Tunnel seit 1999 die Ortsumfahrung des Ortes Döggingen. Vor dem Bau verlief die Bundesstraße durch den Ort und war wegen der großen Steigungen ein neuralgischer Abschnitt auf dieser wichtigen Ost-West-Verbindung im Schwarzwald.
Die Tunnelverbindung besteht aus der 1170 Meter langen Nordröhre und der 1002 Meter langen Südröhre. Beide Röhren weisen zwei Fahrspuren auf; die Südröhre wird zweispurig genutzt, die Nordröhre zunächst nur einspurig. Rund 800 Meter des Tunnels wurden in bergmännischer Bauweise erstellt, 357 Meter in offener Bauweise. Der Ausbruchquerschnitt beträgt zwischen 99 und 109 Quadratmeter bzw. zwischen 118 und 140 Quadratmeter im Bereich der Nothaltebucht. Pro Fahrtrichtung existiert eine einseitige Nothaltebucht. Die beiden Tunnelröhren sind durch drei Querschläge miteinander verbunden.
Der Tunnel wurde mittels maschinellem Vortrieb in der sogenannten Neuen Österreichischen Tunnelbauweise gegraben. Die ungünstige Bodenbeschaffenheit und die daraus resultierenden geringen Ankerkräfte am Westportal erschwerten den Tunnelbau. Daueranker mussten einer beginnenden Hangrutschung entgegenwirken.
Erste Pläne für die Ortsumgehung Döggingens stammen aus dem Dritten Reich, wurden jedoch nicht umgesetzt. Ein Planungsentwurf von 1978 schlug eine einbahnige Durchquerung des Ortes in Tieflage vor, während Kommunalpolitiker und eine Bürgerinitiative die komplette Untertunnelung forderten. Das Planfeststellungsverfahren für die umgesetzte Lösung begann 1990, erste Baumaßnahmen wurden ab September 1992 vorgenommen. Der Tunnel wurde in den Jahren 1994 bis 1997 erbaut und kostete rund 40,3 Mio. Euro. Die Eröffnung fand am 23. Juli 2002 statt.